# تهل، گران‌بوی
تهل (به لاتین: Təhlə) یک منطقه مسکونی در جمهوری آذربایجان است که در شهرستان گران‌بوی واقع شده است. تهل ۳۹۹ نفر جمعیت دارد.